# Bellevalia validicarpa
Bellevalia validicarpa är en sparrisväxtart som beskrevs av Jiří Ponert. Bellevalia validicarpa ingår i släktet Bellevalia och familjen sparrisväxter.
Artens utbredningsområde är Iran. Inga underarter finns listade i Catalogue of Life.